# Ambrosius Kühnel
Pour les articles homonymes, voir Kühnel.
Ambrosius Kühnel, né en 1771 à Lobendau près de Liegnitz en Silésie et décédé le 19 août 1813 à Leipzig, était un organiste et un éditeur allemand.

## Biographie
Ambrosius Kühnel fut, à partir de 1795, organiste de la chapelle catholique romaine de la cour de Leipzig, succédant à Carl Immanuel Engel (de). Elle se trouvait sur le Pleissembourg, propriété des princes électeurs de Saxe (catholiques depuis 1697) —dans les voûtes du rez-de-chaussée de la maison-tour.
En 1800, il fonda avec Franz Anton Hoffmeister la maison d'édition « Bureau de Musique ». Après que celui-ci eut quitté la maison d'édition au début de l'année 1805 pour se consacrer davantage à son œuvre de compositeur, Kühnel continua à la diriger seul. Les collaborateurs de la maison d'édition étaient Carl Friedrich Whistling (de) et Friedrich Hofmeister (de), qui se mirent plus tard à leur compte. Parallèlement, Kühnel employa vers 1808 un agent viennois du nom de Leopold Schweizer.
La maison d'édition se concentrait sur les œuvres de Jean-Sébastien Bach et du classicisme viennois, qui représentaient plus d'un quart de la production totale. Le 12 avril 1806, Kühnel écrivit fièrement à Ludwig van Beethoven « que je m'applique plus que d'autres à l'élégance & à la correction ».
L'édition, en 4 volumes, du Nouveau dictionnaire historique et biographique des artistes du son de Ernst Ludwig Gerber, dont il ne vit pas l'achèvement, est considérée comme une réalisation particulière. Il mourut au retour d'une cure effectuée à Karlovy Vary "dans la 43e année de sa vie active" d'un  « écoulement d' étouffement ». Le critique musical Johann Friedrich Rochlitz de Leipzig écrivit dans sa nécrologie sur Kühnel :

« Il était un musicien approfondi, il comprenait tous les instruments ordinaires, et était surtout un excellent quatuoriste comme violoncelliste. Ces connaissances et ces compétences eurent également une influence bénéfique sur ses affaires d'édition. Ce qu'il publiait comme originaux était très rarement sans contenu, et souvent d'une grande importance ; ce qu'il ajoutait était presque toujours très bien choisi : mais les deux étaient toujours extérieurement bien équipés et remarquablement corrects - comme ce à quoi il consacrait lui-même le plus grand soin. Il est vraiment à son honneur d'avoir souvent pris en charge l'édition d'ouvrages volumineux qui pouvaient apporter un avantage important à l'art lui-même, mais pas à lui - comme il le savait très bien -, comme par exemple les collections de l'Académie des Beaux-Arts. Sebast. Bach, Gerbers Neues Tonkünstlerlexikon, etc. »

Après sa mort, c'est d'abord sa veuve Francisca Maria Theresia Dominica Kühnel née Luschner qui continua à diriger la maison d'édition. En 1814, elle fut reprise par Carl Friedrich Peters (1779–1827).

## Œuvres
En tant que compositeur, Kühnel ne s'est distingué que par douze trios pour orgue[Lesquels ?].